# Albert Bandura
Pour les articles homonymes, voir Bandura.
Albert Bandura (né le 4 décembre 1925 à Mundare et mort le 26 juillet 2021 à Stanford) est un psychologue canadien et professeur émérite de psychologie à l'université Stanford.
Précurseur du courant de la psychologie sociale en Amérique du Nord, considéré comme l'un des chercheurs en psychologie les plus influents du XXe siècle, selon l'étude officielle Review of General Psychology (2002), il est connu pour sa théorie de l'apprentissage social, qu'il a renommée théorie sociale cognitive en 1986, et les concepts relatifs à cette théorie en particulier le concept d'auto-efficacité (self-efficacy).

## Biographie

### Famille
Albert Bandura grandit à Mundare au nord de l’Alberta à 80 km à l’est d’Edmonton, dans un hameau d’environ 400 habitants. Issu d'une famille modeste, il est le plus jeune enfant et le seul garçon de parents qui avaient tous deux émigré au Canada quand ils étaient adolescents : son père d’origine polonaise travaillait pour la pose de la voie de chemin de fer transcanadien et sa mère d’origine ukrainienne était employée dans un magasin de la ville.
Malgré la précarité de sa situation sociale, la famille Bandura attache une importance particulière à l’éducation, en encourageant leur fils à vivre des expériences sociales nouvelles et à explorer son environnement. De plus, le jeune Albert effectue sa scolarité dans les conditions sous-équipées et sous-encadrées des écoles de campagne de l’époque. Ces premières expériences laissent présager ses futures réflexions qui consistent à développer son autonomie dans l'apprentissage, en limitant le savoir magistral car, selon ses propres termes, « le contenu de la plupart des livres de classe est périssable, mais les ressources de l’autodirection sont utiles tout au long de la vie »

### Carrière universitaire
Après l’obtention de son diplôme de high school (lycée), il entreprend des études universitaires en Colombie britannique où il choisit la psychologie comme matière principale. En 1949, il décroche son Bachelor’s degree et se voit décerner par la faculté de psychologie le prix Bolocan pour l’excellence académique . En 1953, il obtient  son doctorat en psychologie et commença à enseigner à l'université Stanford.

#### Influences
Après avoir été influencé par le courant béhavioriste, il s'en est détourné, en soulignant l'importance des facteurs cognitifs et sociaux dans ses recherches. L'évolution de ses pensées théoriques l'amène à fonder le courant sociocognitif par la publication de son modèle du déterminisme réciproque considérant trois facteurs en interaction : personne, comportement, milieu.

#### Expérience des poupées Bobo
En 1961, Albert Bandura mène une expérience significative nommée l'étude des poupées Bobo, qui consiste à exposer un visionnage d'un adulte en train de crier et de frapper une poupée Bobo à un groupe d'enfants. Plus tard, les enfants qui avaient vu le film ont tendance à imiter les paroles et les gestes infligés à une poupée Bobo qui leur avaient été présentés plus tôt. Cette expérience a initié la voie d'un apprentissage par l'observation.

#### Théorie du sentiment d’efficacité personnelle
À partir des années 1980, Albert Bandura s'intéresse et introduit le concept du sentiment d’efficacité personnelle. Par la suite, sa théorie sociale cognitive est à la base de plusieurs modèles d'autorégulation et de motivation.
Le noyau épistémologique de son œuvre place l’individu au cœur d’une triade d’interactions entre facteurs cognitifs, comportementaux et contextuels. Les sujets sociaux apparaissent ainsi à la fois comme les producteurs et les produits de leur environnement. Dans ce cadre théorique, la notion d’auto-efficacité devient centrale. En désignant les croyances qu’un individu a dans ses propres capacités d’action, quelles que soient ses aptitudes objectives, elle pose le sentiment d’efficacité personnelle comme base de la motivation, de la persévérance et d’une grande partie des accomplissements humains.
Issue de la psychologie positive, il résume sa théorie résolument optimiste « si les gens ne croient pas qu'ils peuvent obtenir les résultats qu'ils désirent grâce à leurs actes, ils ont bien peu de raison d'agir ou de persévérer face aux difficultés ».

#### Théorie du désengagement moral
La théorie du désengagent moral est un concept de psychologie sociale ou de développement humain sur les processus qui entraînent les humains à mener des actions en dessous de leurs standards personnels d'éthique, voire des actions inhumaines.

Bandura met en lumière, dans un ouvrage de 2015, que plusieurs phénomènes peuvent bloquer les processus d'autorégulation des individus, ou occasionner des mécanismes d'autojustification, les menant parfois à être cruels dans la vie de tous les jours et à déshumaniser leurs victimes. Cette théorie est particulièrement pertinente dans l'analyse de cas dans lesquels les humains se déresponsabilisent[réf. souhaitée].

## Prix et distinctions
- Prix Distinguished Scientific Contribution de l’American Psychological Association (1980)

- Prix James McKeen Cattell de l’Association for Psychological Science (2003)

- Prix Grawemeyer pour la psychologie (2008)

- Médaille Nationale de la Science  honoré par le président Obama[8] (2016)

Albert Bandura a également été président de l'APA en 1974.

## Publications
- avec R. H. Walters, Adolescent aggression, New York: Ronald Press, 1959.
- avec R. H. Walters, Social learning and personality development, New York: Holt, Rinehart & Winston, 1963.
- Principles of behavior modification, New York: Holt, Rinehart & Winston, 1969.
- (dir), Psychological modeling: Conflicting theories, Chicago: Aldine-Atherton Press, 1971.
- Aggression: social learning analysis, Englewood Cliffs, N.J.: Prentice-Hall, 1973.
- Social learning theory, Englewood Cliffs, N.J.: Prentice-Hall, 1977.
- Social foundations of thought and action: A social cognitive theory, Englewood Cliffs, N.J.: Prentice-Hall, 1986.
- (dir), Self-efficacy in changing societies, New York: Cambridge University Press, 1995.
- Self-efficacy: The exercise of control, New York: Freeman, 1997, 2002
- Auto-efficacité : Le sentiment d'efficacité personnelle [« Self-efficacy »], (trad. Jacques Lecomte), Paris, De Boeck, 2007, 2e éd. (1re éd. 2003)  (ISBN 9782804155049).
- avec R. Polydoro et  R. Azzi (dir), Teoria social cognitiva: Conceitor básicos (Social cognitive theory: Basic concepts), Porta Allegre, Brasil: ARTMED Editors S/A, 2008.
- Moral Disengagement: How People Do Harm and Live with Themselves. New York, 2015.